# LuxTrust
LuxTrust S. A. ist ein Luxemburger Unternehmen, das IT-Dienstleistungen für staatliche, institutionelle und private Kunden erbringt. Zu den Aufgaben zählen Online-Transfers, elektronische Datensicherheit und Applikationserstellung. Zu den Kunden gehören staatliche, halbstaatliche sowie privatwirtschaftliche Organisationen sowie natürliche Personen, die ein Bedürfnis für Informationssicherheit haben.

## Geschichte
Durch das Inkrafttreten der „Großherzoglichen Verordnung über elektronische Unterschriften“ vom 14. August 2000 bestand die Notwendigkeit, geschützte Onlinesicherheit in die Praxis umzusetzen. Dafür wurde am 18. November 2005 die Firma LuxTrust als Aktiengesellschaft gegründet. Das dafür notwendige Kapital stellte zu zwei Drittel der Staat, zu einem Drittel der private Sektor zur Verfügung. Insbesondere Unternehmen des Finanzsektors waren an Finanzbeteiligungen interessiert. Eine zeitgleich vom Staat in Auftrag gegebene Ausschreibung mit dem Titel „e-Government“ sollte sichere Lösungen für die Umsetzung der technischen Anforderungen ermitteln. Die Sicherheit für Bankgeschäfte wurde hauptsächlich durch den Einsatz von Smartcards und Tokens hergestellt.
Am 21. April 2011 wurde das Unternehmen von ILNAS (Institut Luxembourgeois de la Normalisation, de l’Accréditation, de la Sécurité et Qualité des produits et services) als Partner sicherer Dienstleistungen offiziell anerkannt. Zu den Aktionären gehören neben dem Staat verschiedene Banken, die Handelskammer und die Luxemburger Börse.

## Zertifizierungen
Die Zertifizierung für Privatkunden erfolgt entweder über die Hausbank oder direkt mit LuxTrust, wenn für die gewünschte Dienstleistung kein Zahlungsverkehr einer Bank notwendig ist. Für ausländische Kunden, die nicht zugleich Kunde eines Partnerunternehmens sind, erfolgt die Autorisierung mithilfe einer Beglaubigung.